# Soiuz 21
Soiuz 21 (rus: Союз 21, Unió 21) va ser una missió espacial tripulada soviètica en 1976 a l'estació espacial Saliut 5, el primer de tres vols a l'estació. Els objectius de la missió van ser principalment militars, però es va incloure altres activitats científiques. La missió va finalitzar abruptament amb els cosmonautes Borís Volínov i Vitali Jólobov que van tornar a la Terra després de 49 dies en òrbita. La raó principal per aquesta finalització imprevista de la missió va ser el subjecte de molta especulació, però es va informar ques va procedir a una evacuació d'emergència després que l'atmosfera de la Saliut havia creat una olor acre.

## Tripulació
| Posició         | Cosmonauta                       | Cosmonauta                       |
| --------------- | -------------------------------- | -------------------------------- |
| Comandant       | Borís Volínov Segon vol espacial | Borís Volínov Segon vol espacial |
| Enginyer de vol | Vitali Jólobov Únic vol espacial | Vitali Jólobov Únic vol espacial |

### Tripulació de reserva
| Posició         | Cosmonauta           | Cosmonauta           |
| --------------- | -------------------- | -------------------- |
| Comandant       | Viatxeslav Zúdov     | Viatxeslav Zúdov     |
| Enginyer de vol | Valeri Rojdéstvenski | Valeri Rojdéstvenski |

### Tripulació en suport
| Posició         | Cosmonauta      | Cosmonauta      |
| --------------- | --------------- | --------------- |
| Comandant       | Víktor Gorbatko | Víktor Gorbatko |
| Enginyer de vol | Iuri Glazkov    | Iuri Glazkov    |

## Paràmetres de la missió
- Massa: 6800 kg
- Perigeu: 246 km
- Apogeu: 274 km
- Inclinació: 51,6°
- Període: 89,7 min